# کوکو مارتینا
رو-اندلی آریلیو ژان-کارلو «کوکو» مارتینا (پاپیامنتو: Rhu-endly Aurelio Jean-Carlo "Cuco" Martina؛ زادهٔ ۲۵ سپتامبر ۱۹۸۹) بازیکن فوتبال اهل کوراسائو است.

## باشگاهی
از باشگاه‌هایی که در آن بازی کرده‌است می‌توان به توئنته، ساوت‌همپتون، اورتون، استوک سیتی و فاینورد اشاره کرد.

## تیم ملی
وی همچنین در تیم ملی فوتبال کوراسائو بازی کرده‌است.